# Tony McGuinness
Anthony Patrick James McGuinness, más conocido como Tony McGuinness, (Inglaterra, 23 de abril del 1969) es un músico, productor y DJ británico, uno de los tres integrantes del reconocido trío de música electrónica Above & Beyond. Fue guitarrista y compositor del grupo de rock Sad Lovers & Giants durante aproximadamente 10 años.

## Biografía
Tony McGuinness tocó la guitarra en la banda inglesa Sad Lovers & Giants, con quien lanzó 5 álbumes.
Cerca del fin de su contribución en SL&G, McGuinness también fue director de mercadotecnia del sello Warner Music Group, ganando premios por sus campañas para Madonna, SEAL, Simply Red y Mike Oldfield. Durante ese tiempo, Tony se alejó del rock alternativo y comenzó a inclinarse por la música electrónica.
Tony McGuinness y su hermano Liam, se unieron para crear música electrónica con el nombre Nitromethane a partir de la década de 2000, mientras continuaba al frente del departamento de mercadotecnia de Warner.
Posteriormente se alió con Jono Grant y Paavo Siljamäki para trabajar juntos. Esta unión posteriormente dio como resultado el proyecto Above & Beyond.
En su trabajo con Above & Beyond, una de sus más importantes aportaciones, ha sido el remix de la canción What It Feels Like for a Girl, de la cantante Madonna, que fue lanzado por Warner Music Group en el año 2000.
Desde aquel momento, Above & Beyond se ha convertido en uno de los más importantes grupos de música electrónica del Reino Unido y del mundo, lo cual se ha reflejado en su clasificación como número 4 del mundo, según DJ Mag Top 100.

## Discografía

### Sencillos
- 2002 Time to Die (como Nitromethane)
- 2004 Time to Die (como Nitromethane)

### Remixes
- 2000 What It Feels Like for a Girl (como Above & Beyond)
- 2002 M (as Above & Beyond)
- 2004 Sand in My Shoes / Don't Leave Home (como Above & Beyond)
- 2006 Black Is the Colour (como Above & Beyond)
- 2007 Home (como Tony)

### Colaboraciones
Producciones como parte de Above & Beyond:
- 2002 Far from in Love
- 2003 Far from in Love (Remixes)
- 2004 Far from in Love
- 2004 No One on Earth
- 2004 No One on Earth (Remixes)
- 2005 Air for Life
- 2005 Tri-State (Demo)
- 2006 Alone Tonight
- 2006 Alone Tonight (Remixes)
- 2006 Can't Sleep
- 2006 Can't Sleep (Remixes)
- 2006 Far from in Love
- 2006 No One on Earth
- 2006 Tri-State
- 2006 Tri-State (Remixes)
- 2007 Good for Me
- 2007 Good for Me... The Remix Pack
- 2007 Stealing Time / Tri-State
- 2007 Tri-State (Remixes)
- 2007 World on Fire / For All I Care

Producciones como parte de Tranquility Base:
- 2001 Razorfish
- 2004 Surrender
- 2004 Surrender
- 2005 Getting Away
- 2005 Razorfish
- 2005 Razorfish (Remixes)
- 2006 Razorfish
- 2006 Surrender
- 2007 Oceanic
- 2007 Buzz

Producciones como parte de OceanLab:
- 2001 Clear Blue Water
- 2001 Clear Blue Water - The Remixes
- 2002 Clear Blue Water
- 2002 Clear Blue Water (Hennes & Cold Remixes)
- 2002 Sky Falls Down
- 2002 Sky Falls Down (Remixes)
- 2003 Beautiful Together
- 2003 Beautiful Together (Remixes)
- 2003 Sky Falls Down
- 2004 Beautiful Together
- 2004 Satellite
- 2004 Satellite (Bonus Mixes)
- 2004 Satellite (Remixes)
- 2004 Sky Falls Down
- 2005 Beautiful Together (Remixes)

Producciones como parte de Rollerball:
- 2003 Albinoni
- 2004 Albinoni
- 2004 Albinoni (Remix)

### Otras producciones
Como parte de la banda Sad Lovers And Giants, Tony McGuinness colaboró en las siguientes canciones:
- 1981 Colourless Dream
- 1982 Epic Garden Music
- 1982 Lost in a Moment
- 1983 Feeding the Flame
- 1983 Man of Straw
- 1984 In the Breeze
- 1986 Total Sound
- 1987 Seven Kinds of Sin
- 1987 The Mirror Test
- 1988 Epic Garden Music
- 1988 Feeding the Flame
- 1988 Les Années Vertes
- 1988 Sleep / A Reflected Dream
- 1988 The Mirror Test
- 1990 Headland
- 1991 Les Années Vertes
- 1991 Treehouse Poetry
- 1996 The Best of E-Mail from Eternity
- 1999 La Dolce Vita (Live in Lausanne)
- 2000 Headland & Treehouse Poetry
- 2002 Melting in the Fullness of Time